# Inokashira-Park

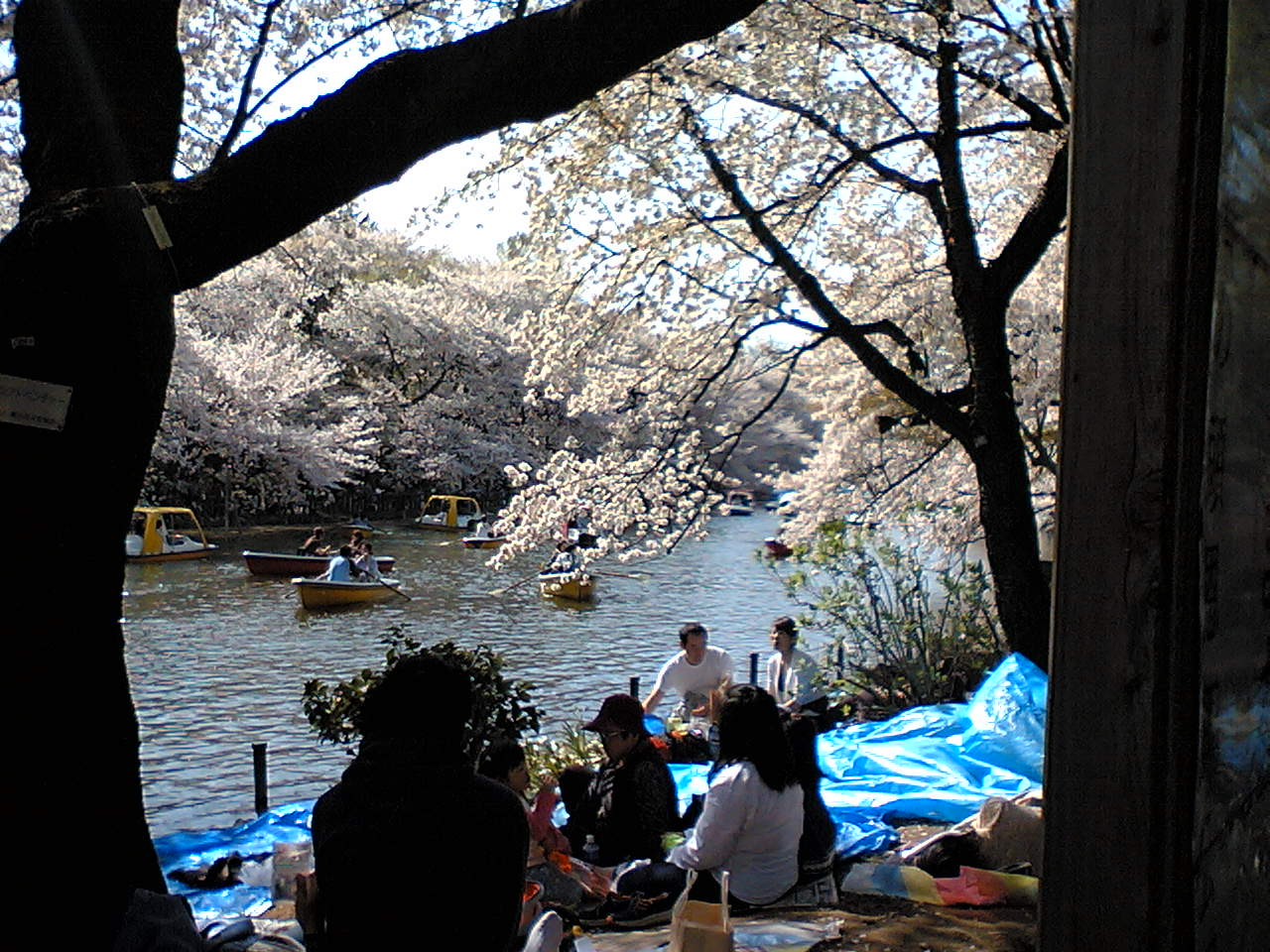
Kirschblüte

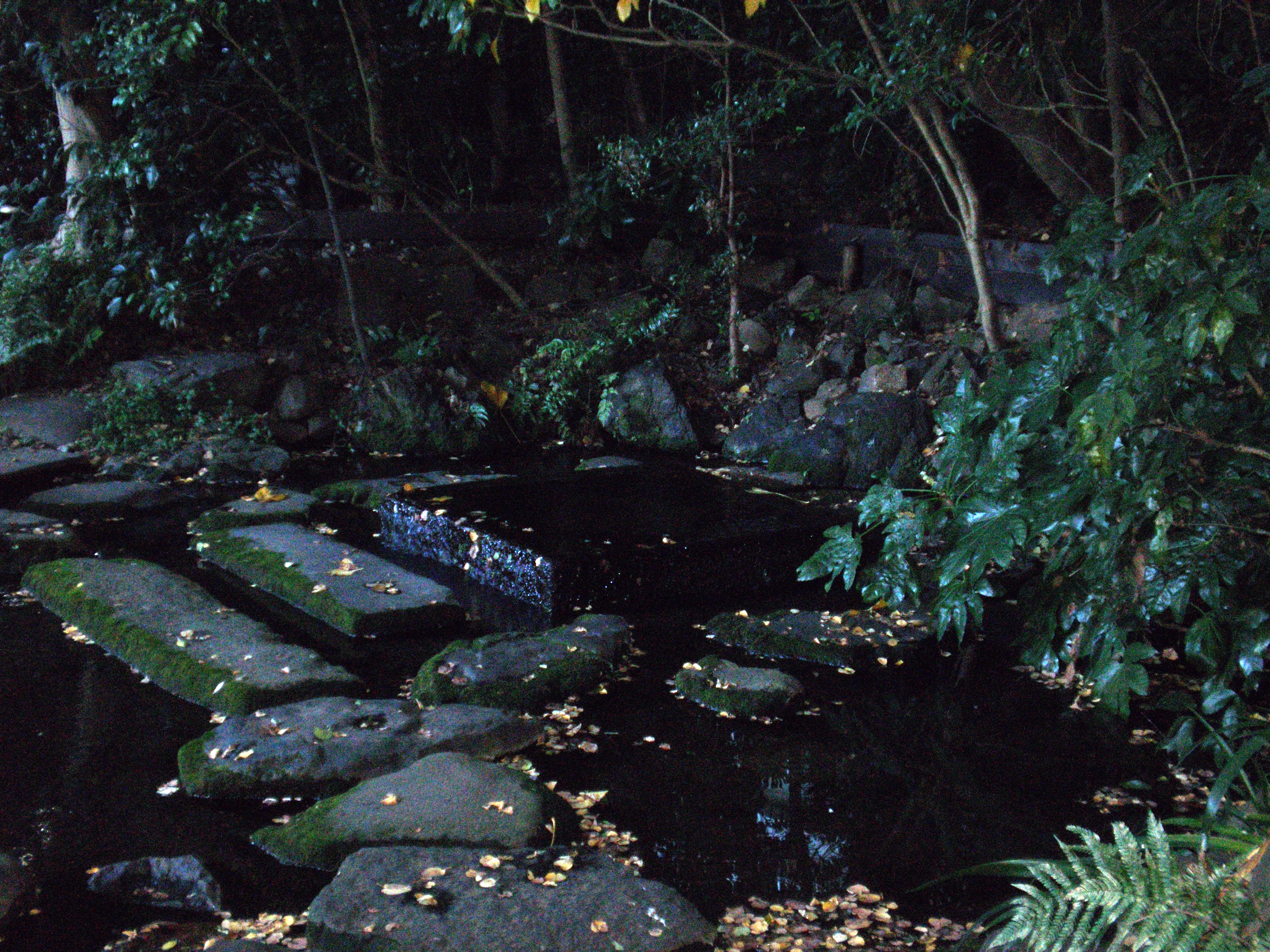
Ocha-no-mizu Quelle.

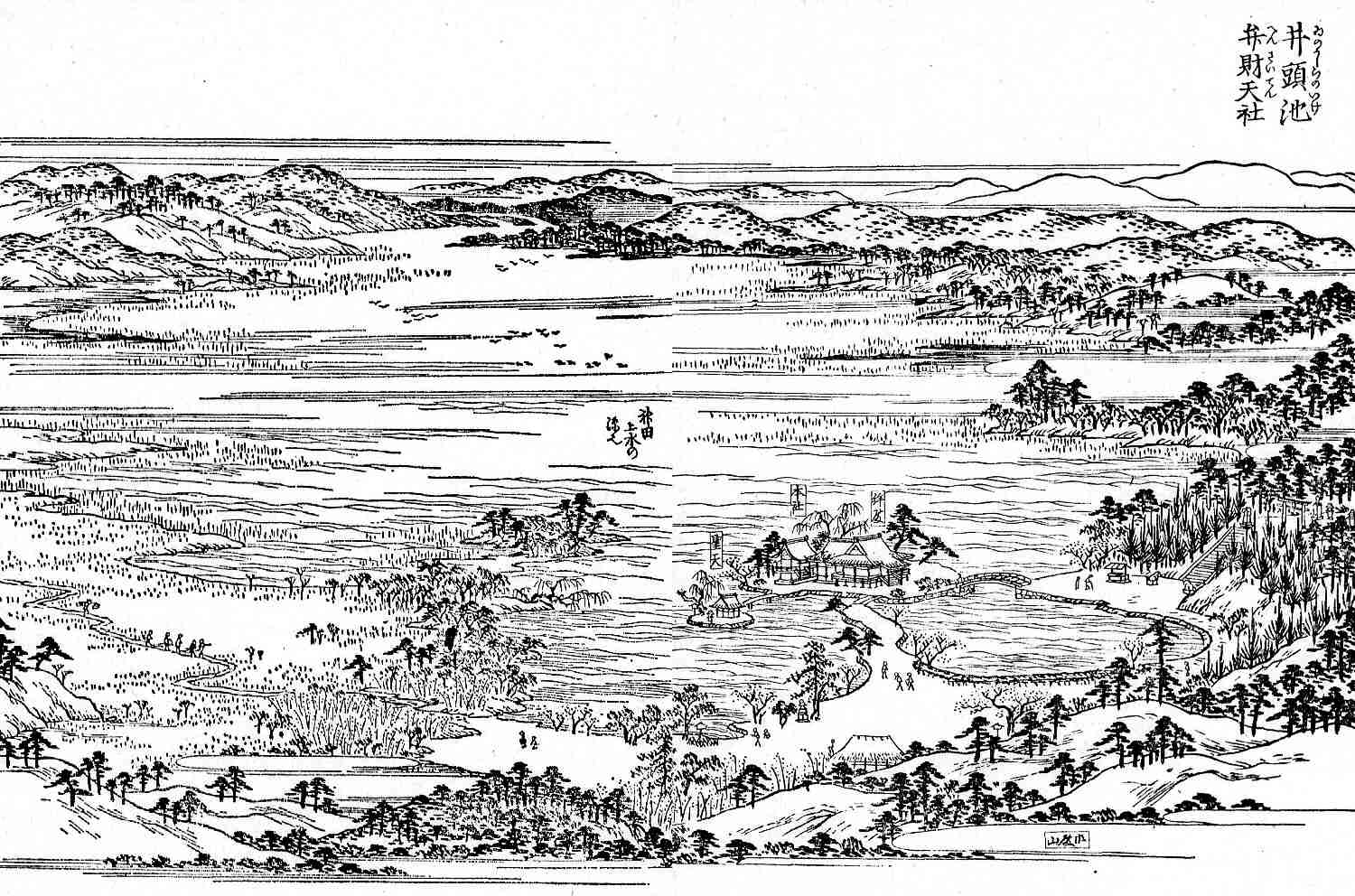
Der Teich mit Benzaiten-Schrein. (aus Edo meisho zue 1838)

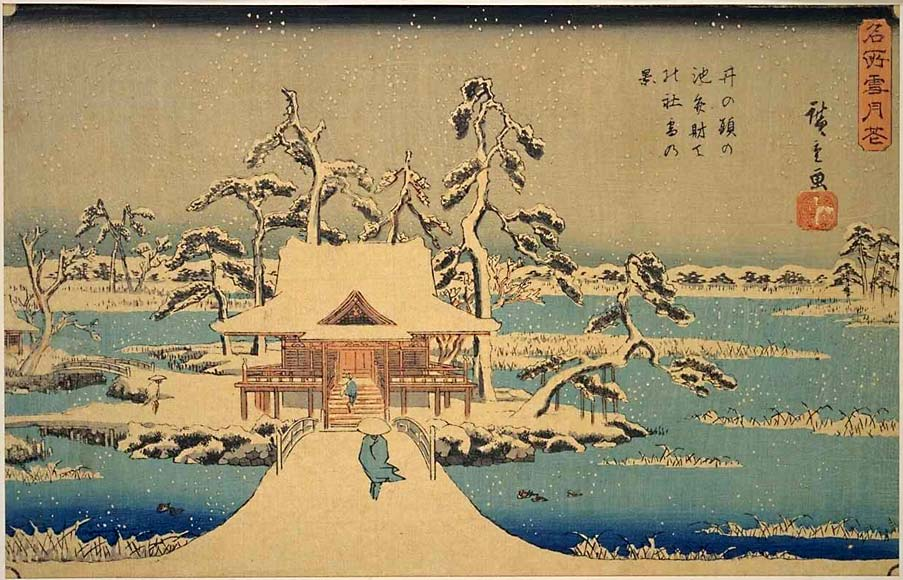
Hiroshige: Benzaiten-Schrein

Der Inokashira-Park (japanisch 井の頭恩賜庭園, Inokashira onshi kōen, dt. „Kaiserliches Geschenk Inokashira-Park“) ist ein Park in Musashino und Mitaka der näheren Umgebung Tokios.

## Geschichte
Dieser Park wurde ab 1913 als erster Park außerhalb der Stadt angelegt. Nach einer planmäßigen Gestaltung wurde er vier Jahre später eröffnet. Er umschließt den Inokashira-Teich, der als Quellgebiet über den Kanda-jōsui-Kanal Edo/Tokyo bis 1898 mit Wasser versorgte. Am Westrand berührt der später angelegte Tamagawa-jōsui-Kanal die Parkanlage. Dem von Bäumen umgebenen, lang gestreckten Teich schließen sich weitere Grünflächen an: Der Inokashira-Parkzoo bzw. Inokashira Shizen Bunkaen (井の頭自然文化園, „Natur- und Kulturpark Inokashira“) im Westen, Nishien (西園, „Westpark“) südlich und Dai-ni-kōen (第二公園, „2. Park“) westlich des Tamagawa-jōsui-Kanals. Sie enthalten auch Sportanlagen.
Der Teich soll seinen Namen – übersetzt etwa „Haupt-/Kopf-Quellteich“ – vom Shōgun Tokugawa Iemitsu erhalten haben, aber es gibt auch noch weitere Erklärungen. Der Teich weist sieben sprudelnde Quellen auf. Der Name einer Quelle am Rande, Ocha-no-mizu (お茶の水, „Teewasser“), rührt von einem Besuch Tokugawa Ieyasus her, der dort Wasser für seinen Tee entnehmen ließ.
Der Teich wird von 400 Kirschbäumen gesäumt, die ihre Zweige bis über das Wasser ausbreiten. Die Blütenblätter wirbeln wie ein Schneetreiben über den Teich. Ein Gedenkstein erinnert an Noguchi Ujō (1882–1945), der für seine naturverbundenen Dichtungen bekannt ist.
Es gibt westlich des Inokashira-Teichs eine Anhöhe Gotenyama (御殿山, „Residenzberg“), deren Name auf Iemitsu zurückgeführt wird, der von dort aus Falkenjagd betrieben haben soll. Die Anhöhe wurde schon zur Jōmon-Zeit besiedelt. Am Südosthang stehen Pflaumenbäume, die für ihre sehr frühe Blüte bekannt sind. In den 1970er Jahren wurden fast hundert zusätzliche Bäume gepflanzt.
Am Teich liegt ein Benzaiten-Schrein, den Utagawa Hiroshige im Winter als Blatt einer Dreier-Serie „Schnee, Mond und Blumen“ (雪月花) abgebildet hat. Hiroshige griff das Motiv später in seinen 100 Ansichten von Edo noch einmal auf. Am gegenüberliegenden Ufer befindet sich zudem ein Inari-Schrein.
Heute ist der Inokashira-Park einer der präfekturbetriebenen Parks (toritsu kōen) der Präfektur Tokio, die im Auftrag der Präfekturverwaltung von der Tōkyō-to kōen kyōkai (東京都公園協会, „Parkgesellschaft der Präfektur Tokio“, engl. Tokyo Metropolitan Park Association) betrieben werden.

## Zugang
Der Park kann erreicht werden über die JR Chūō-Hauptlinie, Bahnhof Kichijōji, oder die Keiō Inokashira-Linie, Bahnhof Inokashira.

## Kenndaten
- Träger: Präfektur Tokio.
- Eröffnung: 1. Mai 1917
- Fläche: 363.772,99 m², darunter 10.000 m² Rasenfläche
- Baumbestand: 11.060  Bäume (1995)
- Buschbestand: 12.800 m² Buschland
- Anlagen: Sportplatz, Tennisplätze, Schwimmbad, Gaststätte, Kiosk
- Boote können gemietet werden

## Attraktionen
Der Park wird als Ort für Künstler, Musiker und Veranstaltungen verwendet. In dem Park befindet sich ein Tempel, der der Göttin Benzaiten gewidmet ist. In dem Park befindet sich außerdem ein Zoo, der am 17. Mai 1941 eröffnet hat. Im Südende des Parks befindet sich das Ghibli-Museum, das sich dem Anime-Produktionsstudio Studio Ghibli und der Produktionen von Animationsserien im Allgemeinen widmet.